# Ophioglossum azoricum
Ophioglossum azoricum C.Presl 1845 es un helecho de la familia botánica de las  Ophioglossaceae caracterizada por poseer un fronde diferenciado en dos porciones, la porción estéril de forma ovalada o lanceolada y con nerviación reticulada y una porción fértil donde se sitúan los esporangios en dos filas separadas por una hendidura.

## Descripción
Ophioglossum azoricum se caracteriza por tener un corto rizoma vertical con gran cantidad de pequeños rizomas y una lámina estéril de una longitud menor que tres veces y media la anchura. Por lo general posee uno o dos frondes por planta. El segmento estéril posee entre 5 y 21 esporangio por fila; estos esporangios son esferoidales y dehiscentes en dos valvas. Las esporas liberadas por ellos tienen forma esférica o subtetraédricas de unos 45 a 60 micrómetros de diámetro. La dotación cromosómica diploide es de 720.
Suele ser considerado producto de la hibridación de las especies Ophioglossum lusitanicum y Ophioglossum vulgatum o bien una subespecie de esta última.

## Distribución y hábitat
Ocupa prados parcialmente inundados en Groenlandia, en Islandia, en  en el oeste y en el centro de Europa, en Córcega y en la Macaronesia.

## Taxonomía
Ophioglossum azoricum fue descrita por Karel Presl y publicado en Supplementum Tentaminis Pteridographiae... 49. 1845.
Etimología
Ophioglossum: nombre genérico que deriva del griego y significa "lengua de serpiente".
Sinonimia
- Ophioglossum vulgatum subsp. ambiguum  (Coss. & Germ.) E.F.Warb.
- Ophioglossum vulgatum var. castellanum Sennen & Pau
- Ophioglossum polyphyllum sensu Franco